# La Vallée maudite
Pour plus de détails, voir Fiche technique et Distribution.
La Vallée maudite (Gunfighters) est un western américain réalisé par George Waggner, sorti en 1947.

## Synopsis
Accusé d'un meurtre qu'il n'a pas commis, Brazos Kane reçoit l'aide de Jane Banner. Puis il rencontre la sœur de celle-ci, Bess, fiancée à Bard Macky, le véritable meurtrier.

## Fiche technique
- Titre : La Vallée maudite
- Titre original : Gunfighters
- Réalisation : George Waggner
- Scénario : Alan Le May, d'après le roman Twin Sombreros de Zane Grey
- Musique : Rudy Schrager et Gerard Carbonara
- Directeur de la photographie : Fred H. Jackman Jr.
- Direction artistique : George Van Marter
- Décors de plateau : Al Greenwood
- Montage : Harvey Manger
- Producteur : Harry Joe Brown
- Sociétés de production : Producers-Actors Corporation et Columbia Pictures
- Société de distribution : Columbia Pictures
- Genre : Western
- Couleur (Cinecolor) - 87 min
- Dates de sortie :
  - États-Unis : 15 juillet 1947
  - France : 29 juin 1948
- Affiches : Constantin Belinsky, Jacques Bonneaud (France)

## Distribution
- Randolph Scott : Brazos Kane
- Barbara Britton : Bess Banner
- Dorothy Hart : Jane Banner
- Bruce Cabot : Bard Macky
- Charley Grapewin : le vieux rancher Inskip
- Steven Geray : José « Oncle Joe »
- Forrest Tucker : Ben Orcutt
- Charles Kemper : le shérif Kiscaden
- Grant Withers : le shérif-adjoint Bill Yount
- John Miles : Johnny O'Neil
- Griff Barnett : M. Banner

Et, parmi les acteurs non crédités :
- Frank Ellis : un shérif-adjoint
- Francis Ford : un cuisinier
- Charles Middleton : un shérif